# بوبرنوس
بوبرنوس هي قرية تابعة لبلدية أم العسل، في ولاية تندوف، الجزائر، وتقع في منطقة نائية من الصحراء الكبرى. تشتهر مدينة بوبرنوس بامتلاكها أعلى متوسط درجة حرارة مسجلة رسميًا في العالم، عند 47 درجة مئوية.